# Nati nel 1950/Febbraio
| Questa pagina contiene informazioni ricavate automaticamente dalle voci biografiche con l'ausilio del template Bio e di un bot. L'aggiornamento è periodico e automatico e ricostruisce completamente la pagina. Se manca una persona in questa lista, sei pregato di non aggiungerla, ma accertati piuttosto che la sua voce biografica contenga il template Bio e che i dati anagrafici siano correttamente compilati. Se il template Bio manca, inseriscilo tu stesso o, in alternativa, metti l'avviso {{tmp\|Bio}} che ne segnala la mancanza. Se i dati riportati sono sbagliati, correggi direttamente la voce biografica; le modifiche saranno visibili in questa lista entro pochi giorni. Per chiarimenti vedi il progetto biografie. La lista contiene solo le 222 persone che sono citate nell'enciclopedia e per le quali è stato implementato correttamente il template Bio. Pagina aggiornata al 2 lug 2025. |

- 1º febbraio - Rinaldo Bosco, politico italiano
- 1º febbraio - John Bowe, attore britannico
- 1º febbraio - Mike Campbell, chitarrista statunitense
- 1º febbraio - Filippo Grassia, giornalista, scrittore e dirigente sportivo italiano
- 1º febbraio - Joseph Mariani, informatico francese
- 1º febbraio - Kazimierz Nycz, cardinale e arcivescovo cattolico polacco
- 1º febbraio - D. Scott Rogo, giornalista, saggista e parapsicologo statunitense († 1990)
- 1º febbraio - Francisco Javier Álvarez Uría, ex calciatore spagnolo
- 1º febbraio - Rich Williams, chitarrista statunitense
- 2 febbraio - Bárbara Rey, attrice cinematografica, modella e conduttrice televisiva spagnola
- 2 febbraio - Bim Sherman, cantante e musicista giamaicano († 2000)
- 2 febbraio - Barbara Sukowa, attrice e cantante tedesca
- 2 febbraio - Genichiro Tenryu, ex wrestler e lottatore di sumo giapponese
- 2 febbraio - Serafim Urechean, politico moldavo
- 3 febbraio - Simone Alaimo, basso-baritono italiano
- 3 febbraio - Tommy Andersson, ex calciatore svedese
- 3 febbraio - Markku Aro, cantante finlandese
- 3 febbraio - Claudio Donati, storico italiano († 2008)
- 3 febbraio - Pasquale Foti, imprenditore e dirigente sportivo italiano
- 3 febbraio - Pamela Franklin, attrice britannica
- 3 febbraio - Gerald Gutierrez, regista teatrale statunitense († 2003)
- 3 febbraio - Morgan Fairchild, attrice statunitense
- 3 febbraio - Cesare Pasini, presbitero e bibliotecario italiano
- 3 febbraio - Walt Patulski, ex giocatore di football americano statunitense
- 3 febbraio - Andrea Stauffacher, pedagogista svizzera
- 3 febbraio - Alvaro Vitali, attore e comico italiano († 2025)
- 3 febbraio - Ron Woodroof, imprenditore statunitense († 1992)
- 4 febbraio - Bill Adams, giocatore di football americano statunitense
- 4 febbraio - Linda Bassett, attrice britannica
- 4 febbraio - Phil Ehart, batterista e produttore discografico statunitense
- 4 febbraio - Jerry Heidenreich, nuotatore statunitense († 2002)
- 4 febbraio - Giuseppe Martelli, enologo italiano
- 4 febbraio - Chiara Simonelli, psicologa e sessuologa italiana
- 4 febbraio - Mick Woodmansey, batterista inglese
- 5 febbraio - Jonathan Freeman, attore, doppiatore e cantante statunitense
- 5 febbraio - Jim Garvin, ex cestista statunitense
- 5 febbraio - Jan Hordijk, ex tennista olandese
- 6 febbraio - Hideo Azuma, fumettista giapponese († 2019)
- 6 febbraio - Natalie Cole, cantante statunitense († 2015)
- 6 febbraio - Rita Commisso, politica italiana
- 6 febbraio - Timothy Dolan, cardinale e arcivescovo cattolico statunitense
- 6 febbraio - Patrick James Dunn, vescovo cattolico neozelandese
- 6 febbraio - René Fasel, dirigente sportivo, ex arbitro di hockey su ghiaccio e hockeista su ghiaccio svizzero
- 6 febbraio - Alfonso Gianni, politico italiano
- 6 febbraio - Steve Kaplan, ex cestista statunitense
- 6 febbraio - Susumu Matsushita, fumettista e illustratore giapponese
- 6 febbraio - Punky Meadows, chitarrista statunitense
- 6 febbraio - Elisabetta Montaldo, costumista, artista e scrittrice italiana
- 6 febbraio - Miguel Ángel Onzari, ex calciatore argentino
- 6 febbraio - Paul Seymour, ex giocatore di football americano statunitense
- 7 febbraio - Mauro Bellugi, calciatore italiano († 2021)
- 7 febbraio - Wally Buono, dirigente sportivo e allenatore di football americano italiano
- 7 febbraio - Marilyn Cochran, ex sciatrice alpina statunitense
- 7 febbraio - Karen Joy Fowler, scrittrice statunitense
- 7 febbraio - Patrick McGrath, scrittore inglese
- 7 febbraio - Gabriele Alberto Quadri, scrittore, poeta e insegnante svizzero († 2025)
- 7 febbraio - Ramon Solsona i Sancho, scrittore e pubblicista spagnolo
- 7 febbraio - Dušan Spiner, vescovo cattolico slovacco
- 7 febbraio - Susan Taslimi, attrice, regista e sceneggiatrice iraniana
- 7 febbraio - Zdravko Zupan, fumettista, illustratore e storico dell'arte jugoslavo († 2015)
- 7 febbraio - Massimo de Bernart, direttore d'orchestra italiano († 2004)
- 8 febbraio - Nicola Fusaro, ex calciatore italiano
- 8 febbraio - Eirik Hundvin, produttore discografico norvegese
- 8 febbraio - Alain Meslet, ciclista su strada francese
- 8 febbraio - Antonio Muolo, militare italiano († 1971)
- 8 febbraio - Marcel Ospel, manager svizzero († 2020)
- 8 febbraio - Kjell Øyasæter, ex calciatore norvegese
- 9 febbraio - Gábor Koltay, regista ungherese
- 9 febbraio - Greg Losey, pentatleta statunitense († 2002)
- 9 febbraio - Carlos Lozano de la Torre, politico messicano
- 9 febbraio - Gianpietro Pagnoncelli, dirigente sportivo italiano
- 9 febbraio - Doriano Pozzato, ex calciatore italiano
- 9 febbraio - Steve Previs, ex cestista statunitense
- 10 febbraio - Luis Donaldo Colosio, politico e economista messicano († 1994)
- 10 febbraio - Keith Dyson, allenatore di calcio e ex calciatore inglese
- 10 febbraio - Neal Kay, disc jockey inglese
- 10 febbraio - Alain Maca, ex calciatore belga
- 10 febbraio - Mark Spitz, ex nuotatore statunitense
- 10 febbraio - Dana Spálenská, ex slittinista cecoslovacca
- 10 febbraio - Garry St. Jean, allenatore di pallacanestro e dirigente sportivo statunitense
- 11 febbraio - Massimo Cavezzali, fumettista italiano († 2023)
- 11 febbraio - Bernardino Fabbian, calciatore italiano († 2023)
- 11 febbraio - Billy James, ex cestista statunitense
- 11 febbraio - Mauri Kunnas, scrittore e fumettista finlandese
- 11 febbraio - Ilinka Mitreva, politica macedone († 2022)
- 11 febbraio - Evgenij Ellinovič Svešnikov, scacchista russo († 2021)
- 11 febbraio - Petr Uličný, allenatore di calcio e ex calciatore ceco
- 11 febbraio - Vaguinho, ex calciatore brasiliano
- 11 febbraio - Sandro Vannucci, giornalista e conduttore televisivo italiano
- 11 febbraio - Paolo Viganò, calciatore italiano († 2014)
- 12 febbraio - Gianni Bertolotti, ex cestista italiano
- 12 febbraio - Angelo Branduardi, cantautore, violinista e polistrumentista italiano
- 12 febbraio - Steve Hackett, compositore, chitarrista e cantante britannico
- 12 febbraio - Michael Ironside, attore e doppiatore canadese
- 12 febbraio - João W. Nery, psicologo, scrittore e attivista brasiliano († 2018)
- 12 febbraio - Delfina Olek-Skąpska, ex schermitrice polacca
- 12 febbraio - Jerry Pender, ex cestista statunitense
- 12 febbraio - Jenny Rathbone, politica gallese
- 12 febbraio - Salvatore Ruggeri, politico italiano
- 12 febbraio - Beppe Scienza, saggista, giornalista e matematico italiano
- 13 febbraio - Michael Attenborough, regista teatrale e direttore artistico britannico
- 13 febbraio - Ewa Aulin, attrice svedese
- 13 febbraio - Domenico Cornacchia, vescovo cattolico italiano
- 13 febbraio - Bob Daisley, bassista australiano
- 13 febbraio - Peter Gabriel, cantante, compositore e produttore discografico britannico
- 13 febbraio - Kees Krijgh, ex calciatore olandese
- 13 febbraio - Rita Marchisio, ex maratoneta e mezzofondista italiana
- 13 febbraio - Scott Paulin, attore statunitense
- 13 febbraio - Albano Pera, ex tiratore a volo italiano
- 13 febbraio - Béla Miklós Szőke, archeologo e storico ungherese
- 13 febbraio - Keiko Takemiya, fumettista giapponese
- 14 febbraio - Daniel Borel, imprenditore svizzero
- 14 febbraio - Alfredo Cazzola, imprenditore italiano
- 14 febbraio - Frank Collison, attore statunitense
- 14 febbraio - Phil Dent, ex tennista australiano
- 14 febbraio - Marzia Ferraioli, politica italiana
- 14 febbraio - Roger Fisher, chitarrista e compositore statunitense
- 14 febbraio - Josipa Lisac, cantante croata
- 14 febbraio - Pino Martini, bassista, compositore e direttore di coro italiano
- 14 febbraio - Rubén Montañez, ex cestista portoricano
- 15 febbraio - Wolfgang Erlitz, politico austriaco
- 15 febbraio - Demetrio Fernández González, vescovo cattolico spagnolo
- 15 febbraio - Tsui Hark, regista, produttore cinematografico e montatore cinese
- 15 febbraio - Patrick Michaels, climatologo statunitense († 2022)
- 15 febbraio - Franco Oppini, cabarettista, attore e cantante italiano
- 15 febbraio - Giuseppe Pavone, dirigente sportivo e ex calciatore italiano
- 15 febbraio - Guy Touvron, trombettista francese († 2024)
- 15 febbraio - Étienne Tri Bửu Thiên, vescovo cattolico vietnamita
- 15 febbraio - Corey Yuen, regista, attore e produttore cinematografico cinese († 2022)
- 16 febbraio - R.D. Call, attore statunitense († 2020)
- 16 febbraio - Paolo Giaccio, giornalista, autore televisivo e produttore televisivo italiano († 2019)
- 16 febbraio - Jorge Massó, ex calciatore cubano
- 16 febbraio - Todd McCarthy, critico cinematografico, scrittore e regista statunitense
- 16 febbraio - Hanuman Singh, ex cestista indiano
- 16 febbraio - Costanza Afan de Rivera Costaguti, nobildonna e filantropa italiana († 2020)
- 17 febbraio - Ernesto Bergamasco, pugile e allenatore di pugilato italiano († 2024)
- 17 febbraio - Alberto Blanco, ex sollevatore cubano
- 17 febbraio - Massimo De Luca, giornalista, conduttore radiofonico e conduttore televisivo italiano
- 17 febbraio - Rickey Medlocke, polistrumentista e cantante statunitense
- 17 febbraio - Hans-Otto Schumacher, canoista tedesco († 2024)
- 17 febbraio - Rod Smallwood, manager britannico
- 18 febbraio - Jan Benigier, ex calciatore polacco
- 18 febbraio - Roy Clayton, ex calciatore inglese
- 18 febbraio - John Hughes, regista, sceneggiatore e produttore cinematografico statunitense († 2009)
- 18 febbraio - Mária Nagy, ex cestista ungherese
- 18 febbraio - Cybill Shepherd, attrice e ex modella statunitense
- 19 febbraio - Derek Clarke, ex calciatore inglese
- 19 febbraio - Frie Leysen, direttrice teatrale e direttrice artistica belga († 2020)
- 19 febbraio - Johan Leysen, attore belga († 2023)
- 19 febbraio - Salvatore Niffoi, scrittore italiano
- 19 febbraio - Andy Powell, chitarrista e cantante britannico
- 19 febbraio - Donald Sanborn, vescovo statunitense
- 20 febbraio - Ruslan Ašuraliev, lottatore sovietico († 2009)
- 20 febbraio - Alberto Barbera, critico cinematografico italiano
- 20 febbraio - Walter Becker, chitarrista e bassista statunitense († 2017)
- 20 febbraio - Rodolfo Cimenti, ex calciatore italiano
- 20 febbraio - Enrico Tommaso Cucchiani, banchiere e dirigente d'azienda italiano
- 20 febbraio - Gary Manuel, ex calciatore australiano
- 20 febbraio - Peter Marinello, ex calciatore scozzese
- 20 febbraio - Rosanna Repole, politica italiana
- 20 febbraio - Ken Shimura, comico, attore e cantante giapponese († 2020)
- 20 febbraio - Tony Wilson, giornalista, conduttore radiofonico e conduttore televisivo britannico († 2007)
- 21 febbraio - Vittorio Casamonica, criminale italiano († 2015)
- 21 febbraio - Håkan Nesser, scrittore svedese
- 21 febbraio - Manolo Prince, ex cestista dominicano
- 21 febbraio - Sahle-Uork Zeudé, politica e diplomatica etiope
- 22 febbraio - Julius Erving, ex cestista statunitense
- 22 febbraio - Gianni Ippoliti, conduttore televisivo, autore televisivo e attore italiano
- 22 febbraio - Lenny Kuhr, cantante olandese
- 22 febbraio - Miou-Miou, attrice francese
- 22 febbraio - Genesis P-Orridge, cantante e musicista britannico († 2020)
- 22 febbraio - Gyula Visnyei, ex calciatore e ex giocatore di calcio a 5 ungherese
- 22 febbraio - Julie Walters, attrice e comica britannica
- 22 febbraio - Awn Shawkat al-Khasawneh, politico e magistrato giordano
- 23 febbraio - Jean-Hubert Austin, ex calciatore haitiano
- 23 febbraio - Erhard Blum, teologo tedesco
- 23 febbraio - Roger Brown, cestista statunitense († 2023)
- 23 febbraio - Charles Edge, ex cestista statunitense
- 23 febbraio - Alan Foggon, ex calciatore inglese
- 23 febbraio - Mary Pat Gleason, attrice e sceneggiatrice statunitense († 2020)
- 23 febbraio - John Greaves, bassista, cantante e compositore gallese
- 23 febbraio - Laura Olivari, cantante italiana
- 23 febbraio - Giorgio Stirano, ingegnere italiano
- 24 febbraio - Miguel Arias Cañete, politico spagnolo
- 24 febbraio - Richard Bandler, psicologo, saggista e linguista statunitense
- 24 febbraio - Andrea Castelli, attore italiano
- 24 febbraio - Sandro Damilano, allenatore di atletica leggera italiano
- 24 febbraio - Gerald Gazdar, linguista britannico
- 24 febbraio - Liborio Liguori, ex calciatore italiano
- 24 febbraio - Franco Paganelli, ex rugbista a 15 e dirigente sportivo italiano
- 24 febbraio - George Thorogood, cantante e chitarrista statunitense
- 24 febbraio - Lillo Venezia, giornalista italiano († 2020)
- 24 febbraio - Piet van Katwijk, ciclista su strada olandese († 2025)
- 25 febbraio - Julián Carrón, teologo e linguista spagnolo
- 25 febbraio - Francisco Fernández Ochoa, sciatore alpino spagnolo († 2006)
- 25 febbraio - Márta Gajdos, ex cestista ungherese
- 25 febbraio - Jurica Jerković, calciatore jugoslavo († 2019)
- 25 febbraio - Neil Jordan, regista, sceneggiatore e produttore cinematografico irlandese
- 25 febbraio - Néstor Kirchner, politico argentino († 2010)
- 25 febbraio - Tony Lloyd, politico britannico († 2024)
- 25 febbraio - Yola Polastri, attrice, cantautrice e conduttrice televisiva peruviana († 2024)
- 25 febbraio - Ole Qvist, ex calciatore danese
- 25 febbraio - Emitt Rhodes, cantautore, polistrumentista e scrittore statunitense († 2020)
- 25 febbraio - Gonzalo Sagi-Vela, ex cestista spagnolo
- 25 febbraio - Benedetto Tudino, scrittore italiano
- 26 febbraio - Jonathan Cain, tastierista statunitense
- 26 febbraio - Andrzej Celiński, politico e attivista polacco
- 26 febbraio - Helen Clark, politica neozelandese
- 26 febbraio - Betty-Ann Grubb, ex tennista statunitense
- 27 febbraio - Eugenio Duca, politico italiano († 2021)
- 27 febbraio - Annabel Goldie, politica scozzese
- 27 febbraio - Franco Moschino, stilista e artista italiano († 1994)
- 27 febbraio - Karl Trojer, ex sciatore alpino italiano
- 28 febbraio - Carlos Castillo Mattasoglio, cardinale e arcivescovo cattolico peruviano
- 28 febbraio - Fred de Graaf, politico olandese
- 28 febbraio - Valentina Kovpan, arciera sovietica († 2006)
- 28 febbraio - Kaiulani Lee, attrice statunitense
- 28 febbraio - Aldo Morelli, politico italiano
- 28 febbraio - Tom Riker, ex cestista statunitense
- 28 febbraio - Andrés Roldán, ex calciatore cubano
- 28 febbraio - Antonello Salis, fisarmonicista, pianista e compositore italiano
- 28 febbraio - Imanol Uribe, regista e sceneggiatore salvadoregno